# Vangueria cistifolia
Vangueria cistifolia là một loài thực vật có hoa trong họ Thiến thảo. Loài này được (Welw. ex Hiern) Lantz mô tả khoa học đầu tiên năm 2005.